# 神戸市立高和小学校
神戸市立高和小学校（こうべしりつ たかわしょうがっこう）は、兵庫県神戸市西区押部谷町高和にある公立小学校。

## 概要
1965年頃から一気に300人から100人に減少し、現在は児童数50人の小規模校である。

## 沿革
- 1873年8月3日 - 「学制」を頒布し、高和村の高和堂に松渓小学校を開設。校区（高和村・養田村・和田村）を決定する。
- 1877年 - 松渓小学校を廃止し、和田村に和田小学校を開設。明石藩の米蔵「和田御蔵」校舎とする。校区（高和村・養田村・和田村・堅田村・繁田村・黒田村・常本村）
- 1880年10月14日 - 和田小学校より分離、高和村に高和小学校を開設。校区（高和村）※ただし初等科のみで修業年限3年。 児童数60人
- 1882年9月10日 - 校地を移転し、校舎を新築（150坪）
- 1888年4月1日 - 和田小学校と高和小学校を合併し、和田簡易小学校と改称。校区（高和・養田・和田・堅田・黒田・繁田）※ただし修業年限3年 児童数160人
- 1891年 - 「教育勅語」を発布する。児童数210人
- 1892年5月8日 - （創立記念日） 高和尋常小学校を開設。現校区の始まり。1学年2学年を2学級、3・4学年を1学級。 ※修業年限4年 児童数132人
- 1900年6月1日 - 3・4年に裁縫専修科を付設。※ただし修業年限3年。児童数110人
- 1901年6月 - 校舎新築落成。「御真影」奉戴。 児童数100人
- 1902年5月2日 - 裁縫専修科2年となる。
- 1903年 - 唱歌・図画が加わる。
- 1906年4月1日 - 裁縫専修科を廃止し、裁縫学校を付設。 1教室増築（1学年3学級、2・3学年2学級、4学年1学級） 児童数140人
- 1908年4月1日 - 5学年を新設し、4学級となる。児童数166人
- 1909年
  - 4月1日 - 6学年を新設し、5学級となる。児童数201人
  - 10月1日 - 2教室増築
- 1910年10月30日 - 1教室増築し、6学級となる。児童数217人
- 1911年4月1日 - 実業補習学校を併設。
- 1923年4月 - 実業補習学校を農業補習学校と改称。
- 1926年7月 - 青年訓練所を併設。
- 1935年4月1日 - 農業補習学校を廃止し、青年学校分教場を併設。 児童数153人
- 1941年4月 - 高和国民学校と改称。
- 1944年 - 学童集団疎開始まる。 児童数205人
- 1945年8月15日 - 太平洋戦争終戦。 児童数320人
- 1947年
  - 3月1日 - 神戸市と合併し、神戸市立高和国民学校と改称。
  - 4月1日 - 学制改革により、神戸市立高和小学校に改称。
- 1989年9月20日 - 神戸市立農業公園で在校生フェスピック関連行事参加。

## 学校生活
- 小学4年生は「明石川子供サミット」に参加し、明石川の調査・歴史・掃除をし、ポスターを描く。

## 校区
- 神戸市西区
  - 押部谷町細田（西部）、押部谷町養田、押部谷町高和、押部谷町和田、高塚台1 - 7丁目

## 卒業後の進路
- 神戸市立押部谷中学校

## 交通
- 神姫バス 70・73・74・75・80・81系統
  - 「高和橋」より
  - 「高和」より

## 通学区域が隣接している学校
- 神戸市立押部谷小学校
- 神戸市立櫨谷小学校
- 神戸市立狩場台小学校
- 神戸市立糀台小学校
- 神戸市立美賀多台小学校
- 神戸市立平野小学校
- 神戸市立神出小学校